# Углов, Фёдор Григорьевич
Фёдор Григо́рьевич Угло́в (22 сентября [5 октября] 1904 или 5 октября 1904, Киренский уезд, Иркутская губерния — 22 июня 2008, Санкт-Петербург) — советский и российский хирург, писатель и общественный деятель, доктор медицинских наук, профессор. Главный редактор журнала «Вестник хирургии имени И. И. Грекова» (1953—2006).
Академик АМН СССР (1967; член-корреспондент 1955). Лауреат Ленинской премии (1982 год). Член Союза писателей России. Член КПСС с 1931 года.

## Биография
Родился 22 сентября (5 октября) 1904 года в деревне Чугуево Киренского уезда Иркутской губернии (ныне Киренский район, Иркутская область). Отец — Григорий Гаврилович Углов (1870—1927). Мать — Анастасия Николаевна Углова (ур. Бабошина) (1872—1947). Всего в семье было шестеро детей.

### Образование
Окончил семилетку и педагогический техникум в Киренске. В 1923 году поступил на медицинский факультет Восточно-Сибирского университета (ныне Иркутский государственный университет). На втором курсе после поездки в Ленинград тяжело заболел: перенёс брюшной и сыпной тиф с осложнениями, сепсис, длительное время находился без сознания на грани жизни и смерти. Выжил только благодаря стараниям однокурсницы, взявшей (несмотря на имевшегося маленького ребёнка) еле передвигавшегося после болезни молодого человека к себе на попечение и ставшей впоследствии его женой.
Учёбу на пятом курсе продолжил в Саратовском университете, который окончил в 1929 году. Получив диплом, Фёдор Григорьевич работал участковым врачом в селе Кисловка Нижневолжского края (1929), затем — в селе Отобая Гальского района Абхазской АССР (1930—1933) и в больнице имени Мечникова в Ленинграде (1931—1933). Принимал участие в борьбе с кулаками во время коллективизации в начале 1930-х годов, о чём впоследствии писал в автобиографической книге «Сердце хирурга».

### Профессиональная карьера
По окончании интернатуры в городе Киренске работал главным врачом и заведующим хирургическим отделением межрайонной больницы водников (1933—1937).
На заре его профессиональной деятельности, ещё до широкого признания, в адрес Ф. Г. Углова поступали и пессимистичные отзывы: так, ленинградский профессор А. М. Заблудовский, услышав о хирургических отчётах Углова, в 30-е годы XX века сказал:
«Это всё выдумки барона Мюнхгаузена». Позднее, изучив операции, проведённые Угловым, Заблудовский изменил своё мнение.
В 1937 году Ф. Г. Углов поступил в аспирантуру Ленинградского государственного медицинского института усовершенствования врачей. Среди его первых научных работ были статьи «О гнойниках прямой мышцы живота при брюшном тифе» (1938), «К вопросу об организации и работе хирургических отделений на далекой периферии» (1938). После защиты кандидатской диссертации на тему «Смешанные опухоли (тератомы) пресакральной области» (1939) Ф. Г. Углов работал ассистентом (1940—1943), доцентом (1944—1950) кафедры хирургии этого института. В 1949 году он защитил докторскую диссертацию на тему «Резекция лёгких».
Во время советско-финской войны Фёдор Григорьевич служил старшим хирургом медсанбата на Финском фронте.
После начала Великой Отечественной войны на протяжении всех 900 дней блокады Ленинграда он работал в осаждённом городе хирургом, начальником хирургического отделения одного из госпиталей. Выжил, по собственному признанию, благодаря тому, что в течение месяца замещал директора госпиталя и имел обязанность снимать пробу с еды для больных на кухне.
С 1950 года Фёдор Григорьевич преподавал в 1-м Ленинградском медицинском институте (ныне — Санкт-Петербургском государственном медицинском университете имени академика И. П. Павлова). С 1950 по 1991 год руководил кафедрой госпитальной хирургии № 2 с клиникой Первого Ленинградского медицинского института, до 1972 г. был директором ВНИИ пульмонологии МЗ СССР, создал большую хирургическую школу.

Дача Ф. Г. Углова в Комарово

### Пенсия
Фёдор Григорьевич любил читать историческую литературу, работать на садовом участке, бывать на природе, собирать грибы, кататься на лыжах. В последние годы жизни увлекался народным целительством и нетрадиционной медициной (в основном, рефлексотерапией). Практиковал ежедневные обливания холодной водой. Будучи крещён ещё в детстве, в конце жизни стал глубоко верующим православным христианином.
Одну из последних операций выполнил накануне собственного столетия в присутствии представителей Книги рекордов Гиннесса, осуществлявших её видеозапись. Фёдора Углова занесли в книгу рекордов Гиннесса как старейшего в мире практикующего хирурга и как имеющего самый продолжительный стаж работы в хирургии — 65 лет, с 1929 по 1994 год.
Весной 2006 года перенёс инсульт, который стал осложнением операции по удалению камней из почки, затем последовал полугодичный период реабилитации, большую часть которого хирург провёл на своей даче в Комарово. Скончался 22 июня 2008 года в Санкт-Петербурге на 104-м году жизни от сердечного приступа. Похоронен на Никольском кладбище Александро-Невской лавры.

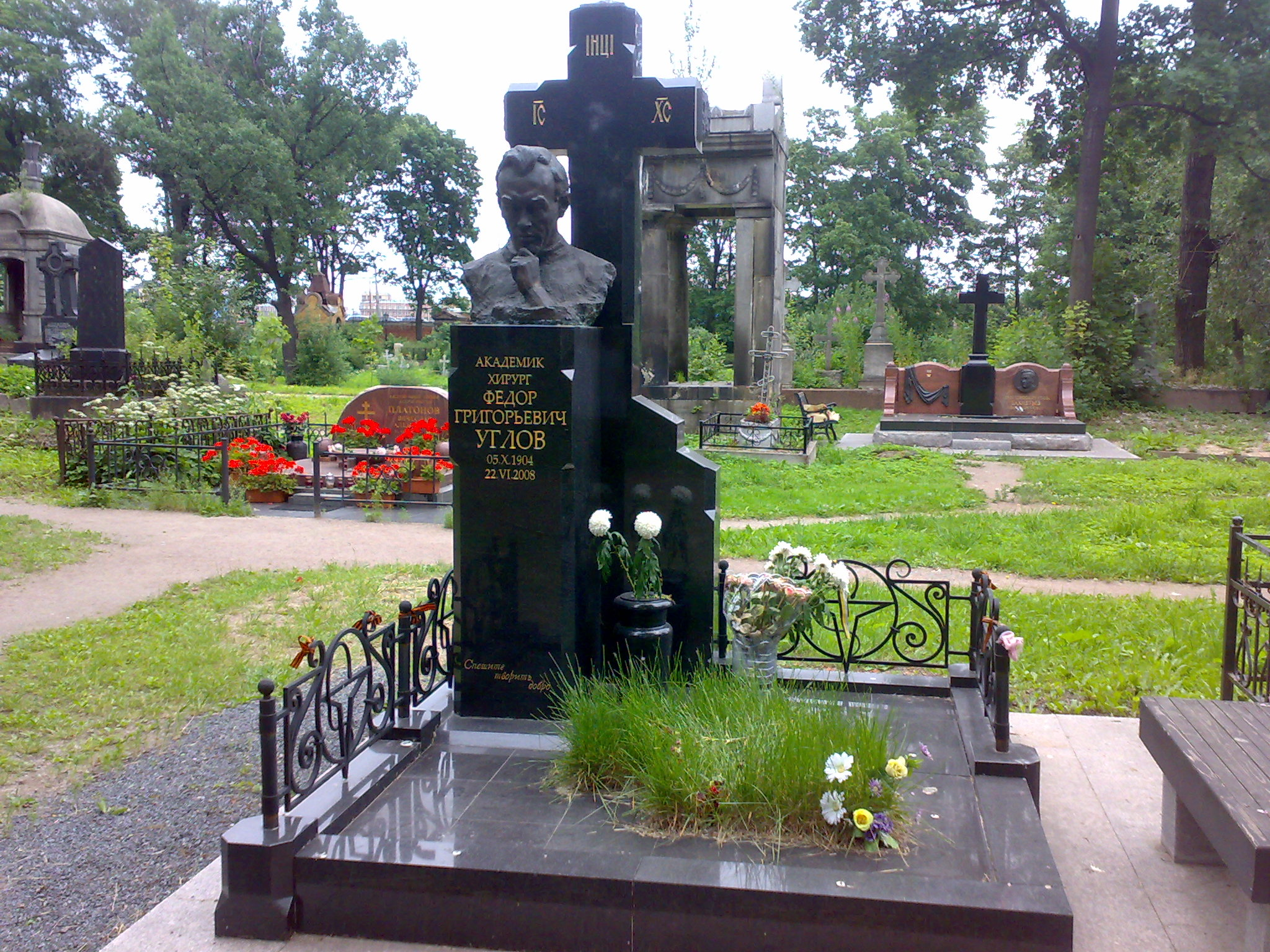
Могила Ф. Г. Углова на Никольском кладбище Александро-Невской лавры

### Семья
Был женат четырежды. Первая жена — Вера Михайловна (ур. Трофимова), гинеколог. Поженились в 1926 году, учась в одной группе в университете. Дочери — Татьяна, Эдита и Елена (1934—2010). Внук — Михаил Владимирович Сильников, физик, член-корреспондент РАН (2011), академик РАРАН (2000).
Третья жена — Еремеева Ирина. Дочь — Ирина (1964—2023).
Четвёртая жена — Эмилия Викторовна Углова-Стрельцова (род. 1936), кардиолог, кандидат медицинских наук. Поженились в 1964 году. Сын — Григорий (род. 1970), дирижёр, композитор.

## Достижения в хирургии
Ф. Г. Углов одним из первых в стране успешно выполнил сложнейшие операции на пищеводе, средостении, при портальной гипертензии, аденоме поджелудочной железы, при заболеваниях легких, врождённых и приобретённых пороках сердца, аневризме аорты. Он является автором изобретения «Искусственный клапан сердца и способ его изготовления» (1981, 1982).
Ф. Г. Углов как хирург обладал уникальной хирургической техникой, нашедшей высокую оценку многих известных хирургов мира.

Профессор Углов — ваше национальное достояние. Он двинул хирургию так же высоко, как вы двинули покорение космоса.— Майкл Эллис ДеБейки, американский кардиохирург
Выдающийся хирург, учёный и педагог, Ф. Г. Углов до последних дней был полон энергии. Работая в должности профессора кафедры госпитальной хирургии СПб ГМУ имени академика И. П. Павлова, он проводил обходы и консультации хирургических больных, занятия со студентами и молодыми хирургами, выполнял операции, многие из которых по-прежнему уникальны.
Профессиональная деятельность Ф. Г. Углова получила высокую оценку коллег-современников.

Академик Углов остаётся в памяти как незаурядная, исторических масштабов личность, мы преклонялись, равнялись на хирурга Божией милостью.— председатель горкомитета С.-Петербурга по здравоохранению профессор Юрий Щербук

## Публицистика
В 1974 году в свет вышла первая художественная книга Углова «Сердце хирурга».
Она несколько раз переиздавалась в России, переведена на многие языки мира. Ещё до Великой Отечественной войны Фёдор Григорьевич начал борьбу за трезвость в стране: читал лекции, писал статьи, письма в ЦК и правительство. Убеждённый сторонник трезвости, Углов активно выступал за искоренение привычек к употреблению алкоголя и табака, рассказывал читателю о действии спиртного и табачного дыма на важнейшие внутренние органы — мозг, сердце, лёгкие, органы ЖКТ, подкрепляя свои тезисы многочисленными примерами собственной врачебной практики.
Угловым написаны книги:
- «В плену иллюзий»,
- «Самоубийцы»,
- «Ломехузы»,
- «Капкан для России»,
- «Человеку мало века»,
- «Правда и ложь о разрешённых наркотиках».

Борьба за трезвость, возрождённая Угловым, была направлена не только на взрослое население, но и заключалась в мерах по предотвращению потребления алкоголя в младенческом возрасте через кефир, который в те годы, по данным, приведенным Угловым со ссылкой на БМЭ содержал от 0,12 % (однодневный) до 0,88 % (трёхдневный кефир) алкоголя, и вытеснению его из рациона детского питания. По мнению Углова, кефир, которым вскармливали грудных детей, а также употребляемый беременными и кормящими женщинами, должен быть заменён молочнокислыми продуктами, приготовляемыми без брожения — ряженкой, простоквашей, болгарской простоквашей и т. д..
К наркотикам, помимо алкоголя и табака, Углов относил и рок-музыку, распространение которой, по его мнению, поддерживается орденом иллюминатов.
Также известен знаменитой статьёй «О недопустимости потребления алкоголя», посвященной вреду любых доз алкоголя и восстановлению в общественном сознании понятия о трезвости как необходимом условии народного благополучия (написана во время антиалкогольной кампании 1980-х годов).

## Взгляды
На протяжении всей жизни был последовательным пропагандистом трезвого образа жизни; в качестве первоочередных мер предлагал запрет продажи алкогольной и табачной продукции в СССР. Углов был бессменным председателем Союза борьбы за народную трезвость, основанного в конце 1988 года. Табак и алкоголь Углов причислял к «разрешённым наркотикам», ссылаясь на работу А. Н. Тимофеева «Нервно-психические нарушения при алкогольной интоксикации» (Л., 1955). Также в 1991 году он стал одним из учредителей «Славянского Собора». Углов был близким другом митрополита Иоанна (Снычёва) и был близок к нему по взглядам.
По мнению Углова, до XIX века пьянство не было свойственно русскому народу и что его внедрили и поддерживали евреи с целью подрыва русского национального характера. В намеренном спаивании советских граждан Углов обвинял ЦРУ США, сионистов и империалистическую агентуру. Доктор политологии из Еврейского университета в Иерусалиме Ицхак Брудны (англ. Yitzhak Brudny) отмечает, что провал антиалкогольной кампании 1986 года Углов объяснял сговором бюрократии и «этнических нерусских» (евреев) в СМИ, противостоящих идее трезвости русского народа.
Исследователь антисемитизма доктор философии Вадим Россман также считает, что обвинение Угловым евреев в распространении алкоголизма в России содержит элементы теории заговора. Сам Углов обвинения в антисемитизме категорически отвергал. Историк и политолог, специалист по радикальным националистическим идеологиям Вальтер Лакер считает, что кампания Углова «в некоторой степени схожа с крайностями трезвеннического движения на Западе; Для Углова и последователей антиалкоголизм — это новая религия со значительной примесью крайне-правых элементов».
В 1988 году в журнале «Огонёк» была опубликована статья Льва Овруцкого, где отмечалось, что книга Углова «В плену иллюзий», а также одна из его статей в журнале «Наш современник», изобилуют ссылками на Ивана Сикорского, называемого Угловым «замечательным ученым» и «известным психиатром». Автор статьи также подвергал критике убежденность Углова в том, что в своём абсолютном большинстве народ готов к трезвому образу жизни и с нетерпением ждет такого решения, подчеркивая, что этим убеждением Углов впадает в ошибку, на которую указывал Владимир Ленин — «принять изжитое для авангарда за изжитое для масс». Лев Овруцкий отмечал, что «под пером Углова трезвость приобретает угрюмые и так узнаваемые черты догматического стремления насильно облагодетельствовать человека» и что лексика экспрессивных призывов Углова к трезвости схожа с лексикой, характерной для 1937 или 1948 годов. Указывал Лев Овруцкий также «не только на стилевые», но и «явные фактические передержки» в ряде заявлений Углова. Лакер также ссылался на эту статью из «Огонька». По мнению американского историка и политолога, в этой статье среди источников работ Углова отмечаются идеологи «Чёрной сотни» и других квазифашистских движений.
Социолог Николай Митрохин также отмечает близость Углова с русскими националистами и активную пропаганду антисионизма. Углов даже укрывал в своей клинике от угрозы ареста одного из ленинградских националистов Сергея Семанова, обеспечив ему не только место в палате, но и даже наличие вина в холодильнике.

## Награды и почётные звания
- Орден «За заслуги перед Отечеством» III степени (9 февраля 2005 года) — за выдающиеся заслуги в области здравоохранения и медицинской науки [37]
- Орден «За заслуги перед Отечеством» IV степени (17 июня 2000 года) — за заслуги перед государством, большой вклад в развитие здравоохранения и многолетнюю добросовестную работу[38]
- Орден Отечественной войны II степени
- Два ордена Трудового Красного Знамени

первый — (21 июня 1957 года) — в ознаменование 250-летия города Ленинграда и отмечая заслуги трудящихся города в развитии промышленности, науки и культуры
второй — 11 февраля 1961 года — за большие заслуги в области охраны здоровья советского народа и развитие медицинской науки;
- Орден Дружбы народов (4 октября 1984 года) — за заслуги в развитии медицинской науки, подготовке квалифицированных специалистов и в связи с восьмидесятилетием со дня рождения[41]
- Медаль «За боевые заслуги»
- Медаль «За оборону Ленинграда»
- Нагрудный знак «Изобретатель СССР»
- Ленинская премия (1961) — за разработку хирургических методов лечения заболеваний лёгких
- Премии Склифосовского
- Премия имени А. Н. Бакулева (2004) — «за выдающийся личный вклад в становление и развитие грудной и сердечно-сосудистой хирургии»
- Национальная премия «Призвание» в номинации «За верность профессии» (2002)[42]
- Международная премия святого Андрея Первозванного в номинации «За веру и верность» (2003)
- Золотой знак Минздрава РФ (2003)
- Лауреат конкурса «Золотая десятка Петербурга — 2003» в номинации «За честное служение Отечеству» (2004)

Ф. Г. Углов занесён в Книгу рекордов Гиннесса как старейший практикующий хирург в России и СНГ.

## Память

Памятник Ф. Углову

- 7 октября 2014 года в Петербурге на Петроградской стороне состоялось торжественное открытие сквера имени Фёдора Углова. Сквер находится на пересечении улиц Льва Толстого и Рентгена, перед окнами клиники госпитальной хирургии нынешнего Государственного медицинского университета, которую долгие годы возглавлял Углов[45].
- 7 октября 2016 года у здания Санкт-Петербургского государственного медицинского университета был установлен памятник Фёдору Углову. Композиция являет собой собирательный образ медсотрудника, заботливо полусклонившегося над пациентом. На пьедестале начертаны слова Углова: «Труд врача — в высшей степени гуманен и благороден»[46].
- «Академик Фёдор Углов» — «поликлиника на колесах», один из пяти передвижных консультационно-диагностических центров ОАО «РЖД» на основе поезда, построенного на Воронежском вагоноремонтном заводе им. Тельмана. Состав поезда приписан к Восточно-Сибирской железной дороге, располагается в моторвагонном депо Иркутск-Сортировочный на станции Военный Городок.
- Почта России в 2024 году выпустила марку, посвященную 120-летию со дня рождения хирурга[47].

## Публикации

### Книги
- «Сердце хирурга» (1974) ISBN 978-5-17-047522-3
- «Человек среди людей (записки врача)» — М.: «Молодая гвардия», 1978. — 272 с.
- Углов Ф. Г., Дроздов И. В. Живём ли мы свой век. — М.: «Молодая гвардия», 1983. — 240 с. — 100 000 экз.
- «Под белой мантией» (1984) ISBN 5-265-01208-7
- «Образ жизни и здоровье» (1985)
- «В плену иллюзий» (1985) / «Из плена иллюзий» (1986)
- «Береги здоровье и честь смолоду» (1988) ISBN 5-7155-0133-4
- Углов Ф. Г. Ломехузы. — Л., 1991. Архивировано 13 ноября 2007 года.
- «Самоубийцы» (1995)
- «Капкан для России» (1995)
- «Человеку мало века» (2001) ISBN 5-02-026165-3
- «Правда и ложь о разрешённых наркотиках» (2004) ISBN 5-89747-057-8
- «Тени на дорогах» (2004)
- «Воспоминание русского хирурга. Одна революция и две войны»

### Монографии
- «Резекция лёгких» (1950, 1954)
- «Рак лёгкого» (1958, 1962; переведена на китайский и польский языки)
- «Тератомы пресакральной области» (1959) (в соавторстве с Р. А. Мурсаловой)
- «Диагностика и лечение слипчивого перикардита» (1962) (в соавторстве с М. А. Самойловой)
- «Хирургическое лечение портальной гипертензии» (1964) (в соавторстве с Т. О. Корякиной)
- «Осложнения при внутригрудных операциях» (1966) (в соавторстве с В. П. Пуглеевой, А. М. Яковлевой)
- «Катетеризация сердца и селективная ангиокардиография» (1974)(в соавторстве с Ю. Ф. Некласовым)
- «Патогенез, клиника и лечение хронической пневмонии» (1976)
- «Основные принципы синдромальной диагностики и лечения в деятельности врача-хирурга поликлиник» (1987)

А также автор более 200 статей в художественно-публицистических и более 600 статей — в научных журналах.

## Комментарии
1. ↑  Русский еврейский общественный деятель С. М. Дубнов c сожалением констатировал, что «Евреи оказались в трагическом положении, когда тысячи из них в поисках куска хлеба вынуждены были служить средой продвижения пагубного пьянства в России». Правительственная комиссия Российской империи, созданная в 1881 году для расследования погромов, увидела причину последних в «ненормальных отношениях, сложившихся между евреями и коренными жителями, и призвала защитить последних от пагубной деятельности». Доклад рекомендовал полностью запретить винную торговлю евреев в сельской местности и значительно ограничить в городах(Цит. по Marni Davis Jews and Booze: Becoming American in the Age of Prohibition (Goldstein-Goren Series in American Jewish History) NYU Press (January 1, 2012)).
2. ↑  Историк Й. Петровский-Штерн в статье «Судьба средней линии. Архивировано 2 января 2014 года.» со ссылкой на исследование русского экономиста Ивана Фундуклея пишет, что уничтожение еврейской винной торговли привело к росту уровня пьянства в черте оседлости, а до этого он был выше в губерниях за пределами областей расселения евреев.